# Zaovine
Zaovine su naselje u općini Bajina Bašta u Zlatiborskom okrugu. Prema popisu iz 2002. bilo je 442 stanovnika (prema popisu iz 1991. bilo je 649 stanovnika). Danas se Zaovine nalaze na obali Jezera Zaovine, a "stare" Zaovine su ostale na dnu jezera njegovim nastankom.

## Demografija
U naselju Zaovine živi 410 punoljetnih stanovnika, a prosječna starost stanovništva iznosi 56,5 godina (52,7 kod muškaraca i 60 kod žena). U naselju ima 193 domaćinstva, a prosječan broj članova po domaćinstvu je 2,29.
Ovo naselje je u potpunosti naseljeno Srbima (prema popisu iz 2002. godine).